# Illzach
Illzach (prononcé [ilzak]  ou [ilt͡saχ] ; Ìllzig en alsacien) est une commune de l'agglomération mulhousienne. Vendue à la ville de Mulhouse en 1437, puis rattachée à la République française en 1798, elle devient à cette occasion une commune indépendante. Elle est située dans la circonscription administrative du Haut-Rhin et, depuis le 1er janvier 2021, dans le territoire de la Collectivité européenne d'Alsace, en région Grand Est.
Cette commune se trouve dans la région historique et culturelle d'Alsace.
La commune est membre de Mulhouse Alsace Agglomération (m2A) et fait partie des 20 communes de l'agglomération mulhousienne ayant l'obligation de mettre en place une ZFE-m avant le 31 décembre 2024. Ses habitants sont appelés les Illzachois et les Illzachoises.

## Géographie

### Localisation
La commune d'Illzach est la quatrième du département du Haut-Rhin et un élément majeur de l'unité urbaine de Mulhouse. Elle s'étend sur 7,5 km2.
La ville comprend différents quartiers : Illzach Modenheim, Illzach Île Napoléon, Illzach Quatre-Saisons, Illzach Vauban, Illzach Centre.

### Communes limitrophes
Les communes limitrophes sont Wittenheim, Rixheim, Riedisheim, Mulhouse, Kingersheim et Sausheim.
| Kingersheim                       | Wittenheim | Sausheim                              |
| Mulhouse quartier de Bourtzwiller | Illzach    | Pôle économique Sausheim Île Napoléon |
| Mulhouse                          | Mulhouse   | Rixheim                               |

### Hydrographie

#### Réseau hydrographique
La commune est dans le bassin versant du Rhin au sein du bassin Rhin-Meuse. Elle est drainée par le canal du Rhône au Rhin, l'Ill, le canal de Neuf-Brisach, le Dollerbaechlein, le ruisseau Quatelbach, la rigole des egouts de la ville de Mulhouse et l'Ancienne Ill (ou Illsteinbaechlein),,.
Le quartier de l'Île Napoléon est traversé pas le canal du Rhône au Rhin. Ce canal relie la Saône, affluent navigable du Rhône, au Rhin, par la vallée du Doubs et son prolongement en Haute Alsace jusqu'à Niffer sur le Rhin, un autre prolongement rejoignant Strasbourg par la canalisation de l'Ill. La commune est sur la section qui relie Valdieu-Lutran à Saint-Symphorien-sur-Saône. 
L'Ill, qui a donné son nom à cette commune passe à Illzach. D'une longueur de 217 km, il prend sa source dans la commune de Winkel et se jette  dans le Grand Canal d'Alsace à Offendorf, après avoir traversé 68 communes. Les caractéristiques hydrologiques de l'Ill sont données par la station hydrologique située sur la commune. Le débit moyen mensuel est de 12,7 m3/s. Le débit moyen journalier maximum est de 163 m3/s, atteint lors de la crue du 2 mai 2015. Le débit instantané maximal est quant à lui de 216 m3/s, atteint le 4 janvier 2014.
Le canal de Neuf-Brisach, d'une longueur de 35 km, est un canal, chenal non navigable qui relie la commune de Biesheim à Kunheim, où il se jette dans le canal du Rhône au Rhin. 
Le Dollerbaechlein, d'une longueur de 18 km, prend sa source dans la commune de Reiningue et se jette  dans l'Ill à Ensisheim, après avoir traversé neuf communes. 
Le Quatelbach traverse également la commune et alimentait autrefois le moulin du Mondenheim. D'une longueur de 15 km, il rend sa source dans la commune de Mulhouse et se jette  dans le canal Vauban à Ensisheim, après avoir traversé six communes. Les caractéristiques hydrologiques du ruisseau Quatelbach sont données par la station hydrologique située sur la commune. Le débit moyen mensuel est de 1,49 m3/s. Le débit moyen journalier maximum est de 2,15 m3/s, atteint lors de la crue du 4 février 2021. Le débit instantané maximal est quant à lui de 2,37 m3/s, atteint le 1er février 2021.

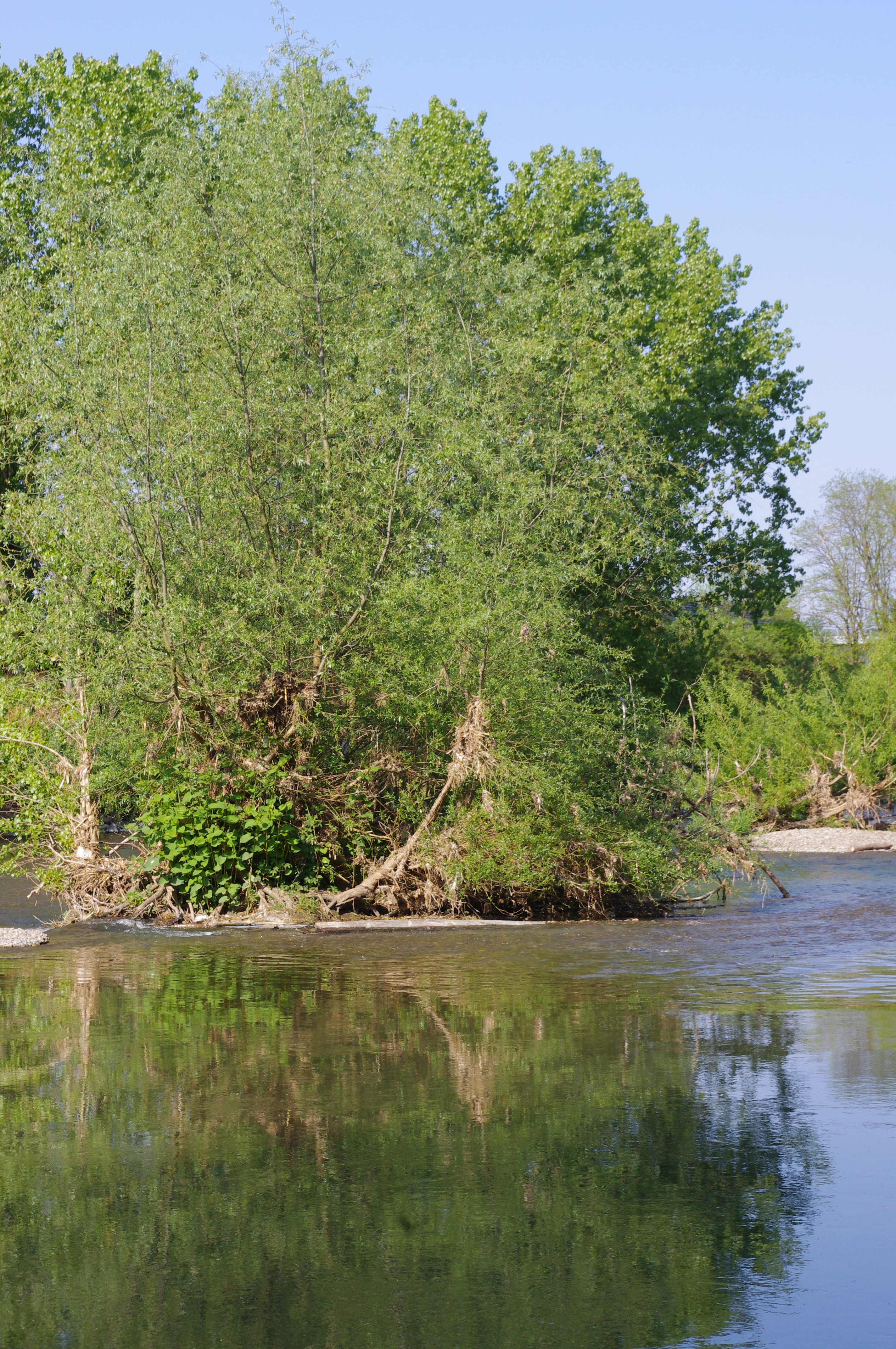
Espace Liberté - Confluent de l'Ill et de la Doller.
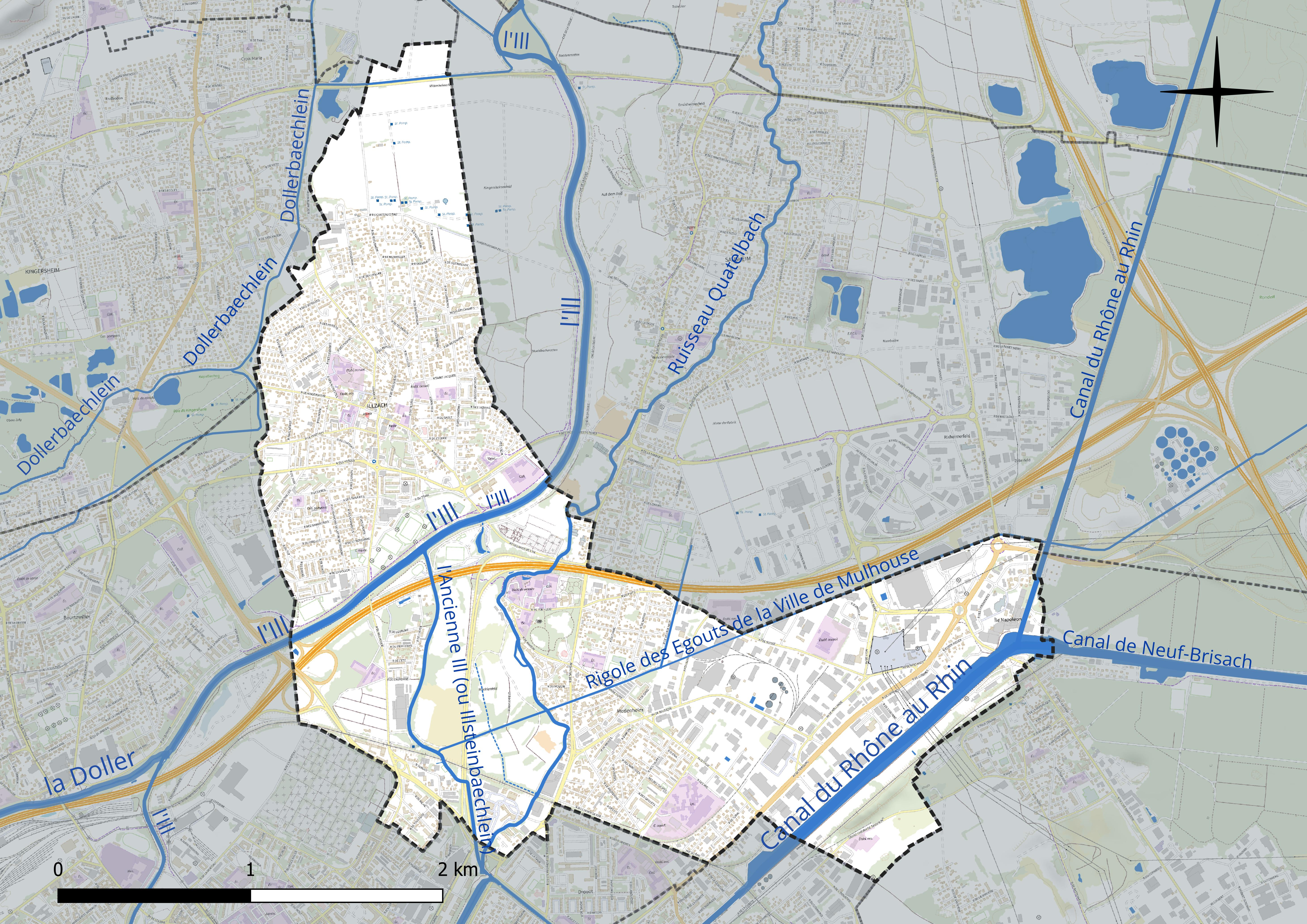
Réseau hydrographique d'Illzach.

#### Gestion et qualité des eaux
Le territoire communal est couvert par le schéma d'aménagement et de gestion des eaux (SAGE) « Ill Nappe Rhin ». Ce document de planification concerne la nappe phréatique rhénane, les cours d'eau de la plaine d'Alsace et du piémont oriental du Sundgau, les canaux situés entre l'Ill et le Rhin et les zones humides de la plaine d'Alsace. Le périmètre s’étend sur 3 596 km2. Il a été approuvé le 17 janvier 2005. La structure porteuse de l'élaboration et de la mise en œuvre est la région Grand Est. 
La qualité des cours d’eau peut être consultée sur un site dédié géré par les agences de l’eau et l’Agence française pour la biodiversité.

### Climat
Pour des articles plus généraux, voir Climat du Grand Est et Climat du Haut-Rhin.
En 2010, le climat de la commune est de type climat des marges montargnardes, selon une étude du Centre national de la recherche scientifique s'appuyant sur une série de données couvrant la période 1971-2000. En 2020, Météo-France publie une typologie des climats de la France métropolitaine dans laquelle la commune est exposée à un climat semi-continental et est dans une zone de transition entre les régions climatiques « Vosges » et « Alsace ». 
Pour la période 1971-2000, la température annuelle moyenne est de 10,5 °C, avec une amplitude thermique annuelle de 17,9 °C. Le cumul annuel moyen de précipitations est de 634 mm, avec 8,4 jours de précipitations en janvier et 9,4 jours en juillet. Pour la période 1991-2020, la température moyenne annuelle observée sur la station météorologique de Météo-France la plus proche, « Mulhouse », sur la commune de Mulhouse à 4 km à vol d'oiseau, est de 11,1 °C et le cumul annuel moyen de précipitations est de 747,6 mm. 
La température maximale relevée sur cette station est de 39,4 °C, atteinte le 13 août 2003 ; la température minimale est de −21,5 °C, atteinte le 10 février 1956,,. 
| Mois                                  | jan.             | fév.             | mars             | avril           | mai             | juin          | jui.            | août          | sep.            | oct.            | nov.           | déc.            | année      |
| ------------------------------------- | ---------------- | ---------------- | ---------------- | --------------- | --------------- | ------------- | --------------- | ------------- | --------------- | --------------- | -------------- | --------------- | ---------- |
| Température minimale moyenne (°C)     | −0,6             | −0,5             | 1,9              | 4,7             | 8,9             | 12,4          | 14,1            | 13,8          | 10,2            | 6,7             | 2,7            | 0,3             | 6,2        |
| Température moyenne (°C)              | 2,3              | 3,4              | 7                | 10,6            | 14,7            | 18,4          | 20,3            | 20            | 15,9            | 11,3            | 6,2            | 3,2             | 11,1       |
| Température maximale moyenne (°C)     | 5,3              | 7,4              | 12               | 16,5            | 20,5            | 24,3          | 26,4            | 26,3          | 21,5            | 15,9            | 9,6            | 6               | 16         |
| Record de froid (°C) date du record   | −20,2 13.01.1968 | −21,5 10.02.1956 | −17,2 04.03.1965 | −6,3 07.04.1956 | −3,1 01.05.1962 | 0,9 03.06.06  | 4,3 02.07.1960  | 4 30.08.1998  | −0,6 24.09.1964 | −6,7 31.10.1997 | −13,4 30.11.10 | −19 20.12.1981  | −21,5 1956 |
| Record de chaleur (°C) date du record | 18,3 10.01.1991  | 21,9 24.02.1990  | 26,5 31.03.21    | 30 22.04.1968   | 33,3 25.05.09   | 37,6 09.06.14 | 38,9 31.07.1983 | 39,4 13.08.03 | 34,1 11.09.23   | 29,7 13.10.23   | 24,3 07.11.15  | 19,9 16.12.1989 | 39,4 2003  |
| Précipitations (mm)                   | 57,9             | 49,2             | 49,9             | 49,9            | 78,2            | 67,8          | 63              | 67,1          | 61,1            | 69,7            | 58,7           | 75,1            | 747,6      |

| Diagramme climatique                                  |             |           |             |             |              |            |              |              |             |            |          |
| J                                                     | F           | M         | A           | M           | J            | J          | A            | S            | O           | N          | D        |
| 5,3−0,657,9                                           | 7,4−0,549,2 | 121,949,9 | 16,54,749,9 | 20,58,978,2 | 24,312,467,8 | 26,414,163 | 26,313,867,1 | 21,510,261,1 | 15,96,769,7 | 9,62,758,7 | 60,375,1 |
| Moyennes : • Temp. maxi et mini °C • Précipitation mm |             |           |             |             |              |            |              |              |             |            |          |

Les paramètres climatiques de la commune ont été estimés pour le milieu du siècle (2041-2070) selon différents scénarios d'émission de gaz à effet de serre à partir des nouvelles projections climatiques de référence DRIAS-2020. Ils sont consultables sur un site dédié publié par Météo-France en novembre 2022.

## Urbanisme

### Typologie
Au 1er janvier 2024, Illzach est catégorisée grand centre urbain, selon la nouvelle grille communale de densité à sept niveaux définie par l'Insee en 2022.
Elle appartient à l'unité urbaine de Mulhouse, une agglomération intra-départementale regroupant 20  communes, dont elle est une commune de la banlieue,,. Par ailleurs la commune fait partie de l'aire d'attraction de Mulhouse, dont elle est une commune du pôle principal,. Cette aire, qui regroupe 132 communes, est catégorisée dans les aires de 200 000 à moins de 700 000 habitants,.

### Occupation des sols

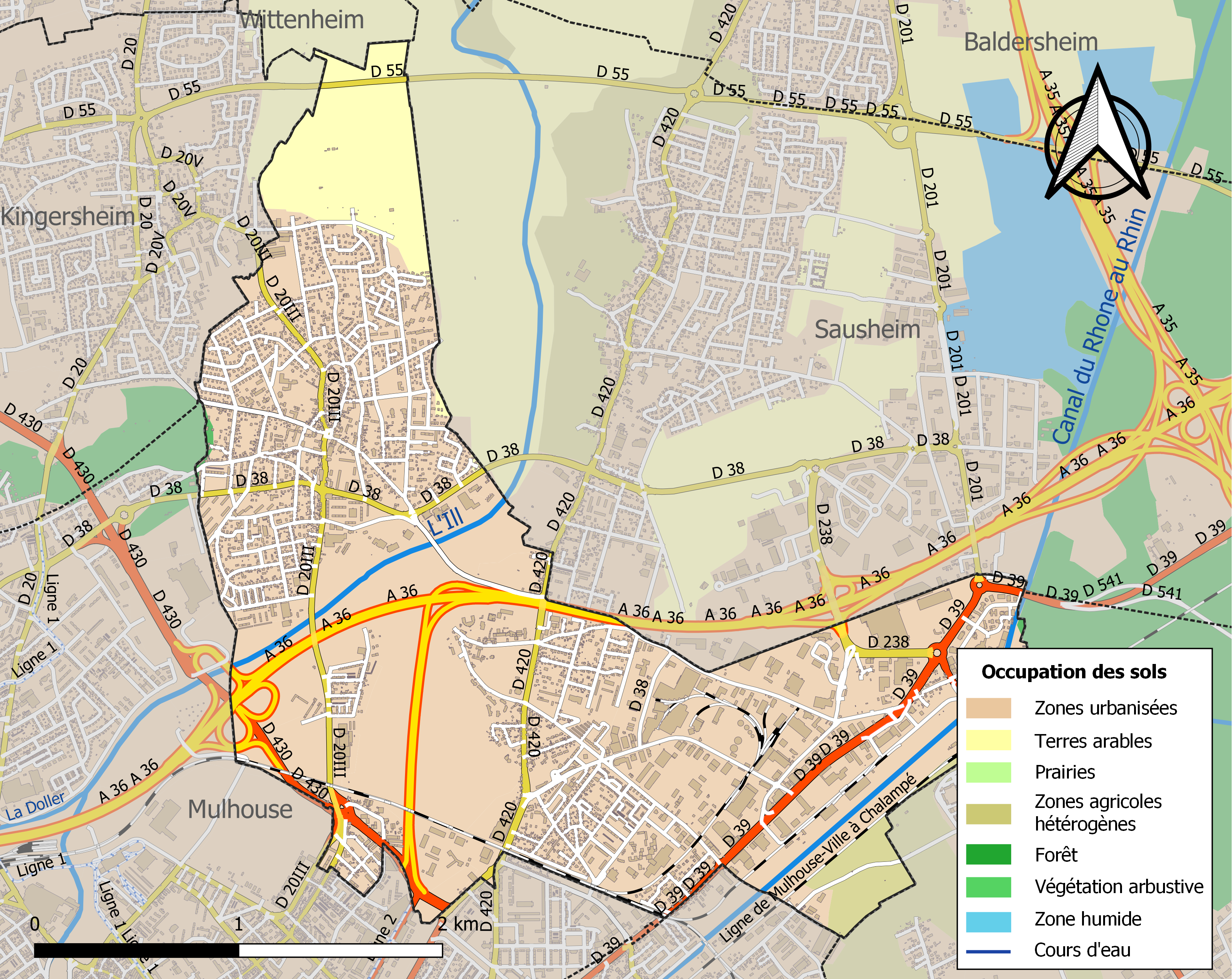
Carte des infrastructures et de l'occupation des sols de la commune en 2018 (CLC).

L'occupation des sols de la commune, telle qu'elle ressort de la base de données européenne d’occupation biophysique des sols Corine Land Cover (CLC), est marquée par l'importance des territoires artificialisés (90,4 % en 2018), en augmentation par rapport à 1990 (86,2 %). La répartition détaillée en 2018 est la suivante : 
zones urbanisées (40,9 %), zones industrielles ou commerciales et réseaux de communication (33 %), espaces verts artificialisés, non agricoles (16,5 %), terres arables (7,2 %), zones agricoles hétérogènes (2,1 %), forêts (0,3 %). L'évolution de l’occupation des sols de la commune et de ses infrastructures peut être observée sur les différentes représentations cartographiques du territoire : la carte de Cassini (XVIIIe siècle), la carte d'état-major (1820-1866) et les cartes ou photos aériennes de l'IGN pour la période actuelle (1950 à aujourd'hui).

### Voies de communication et transports
La commune d'Illzach est accessible par l'autoroute A36. Elle ne dispose pas de gare, mais est reliée à la gare de Mulhouse-Ville par le réseau de bus et tramways Solea (Transports en commun de l'agglomération mulhousienne) qui dessert l'agglomération mulhousienne.
Illzach dispose également d'un important port fluvial. Situé à l'Île Napoléon, il constitue avec Huningue et Ottmarsheim le troisième port fluvial, après celui de Paris et de Strasbourg.

## Histoire
L'occupation du site débute au IVe millénaire avant notre ère avec l'arrivée d'agriculteurs qui construisent des huttes rectangulaires à l'emplacement actuel de Modenheim - Île Napoléon.
À l'époque gallo-romaine, Illzach prend le nom d'Uruncis. Situé au carrefour de voies romaines stratégiques, le vicus connaît une certaine prospérité comme l'atteste la présence de thermes, mais se trouve également sur la route des invasions. Détruite à plusieurs reprises, elle est fortifiée au milieu du IVe siècle ap. J.-C. et accueille jusqu'au milieu du Ve siècle une garnison d'auxiliaires germaniques (nécropole). Le vicus est suffisamment important pour être cité dans l'itinéraire d'Antonin[réf. nécessaire].

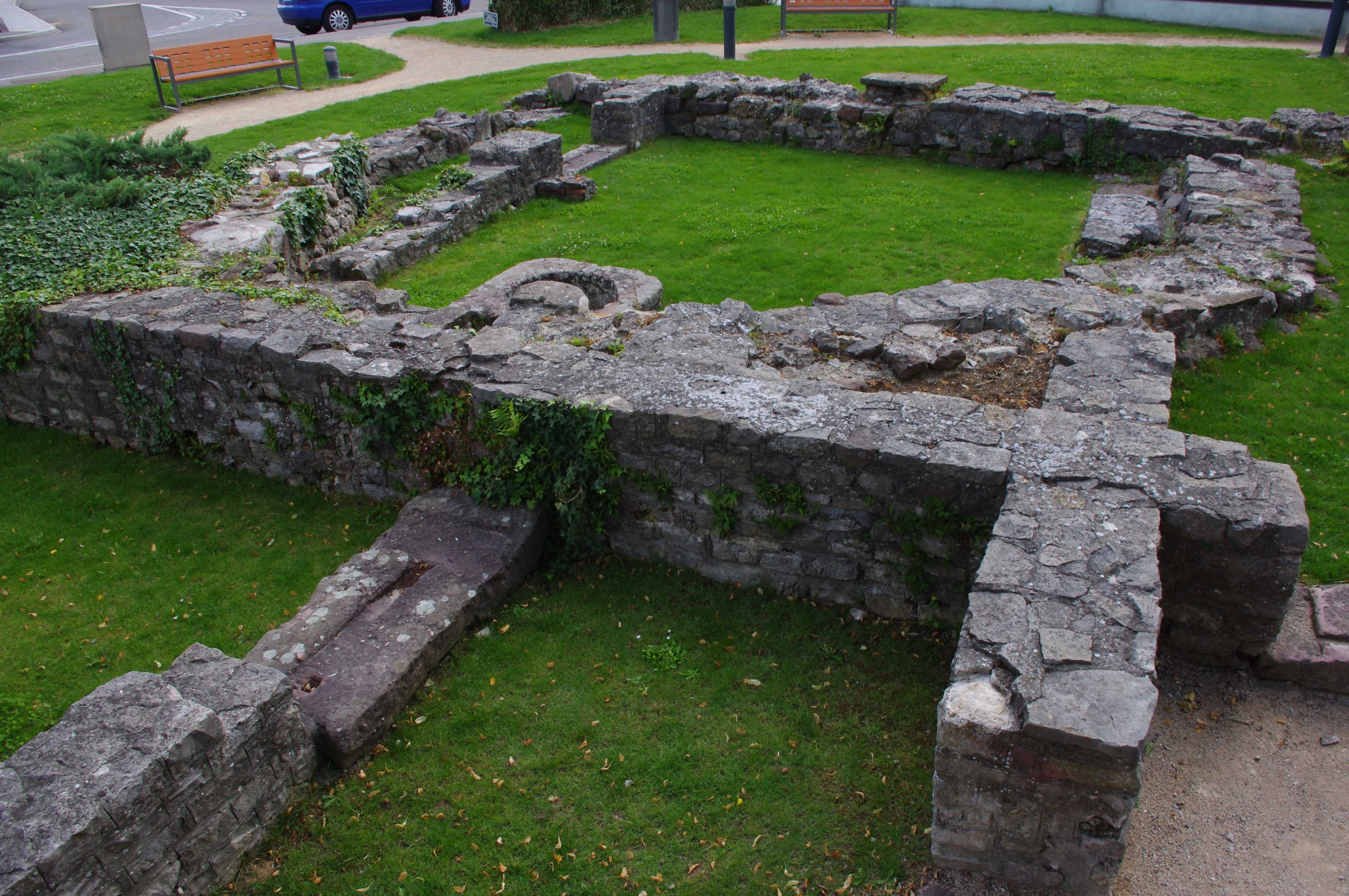
Square lapidaire (Uruncis).

En 1437, la République de Mulhouse rachète les villages d'Illzach et Modenheim pour 3 020 florins. Illzach connaîtra par ce biais un fonctionnement républicain précoce puis sera alliée à la Confédération suisse jusqu'à la Révolution française. Toutefois, situé à l'extérieur des remparts de Mulhouse, les villages souffrent des conflits opposants la République de Mulhouse à la noblesse locale qui cherchait à en prendre le contrôle. Illzach et Modenheim sont détruits à plusieurs reprises : par les Armagnacs en 1444, par le seigneur voisin Pierre de Réguisheim en 1446, par les Autrichiens en 1468 et 1589.
En 1798, le Grand Conseil de la République de Mulhouse vote la réunion de cette dernière à la France. Illzach et Modenheim deviennent  une commune française.

### Les deux guerres mondiales
En 1914, Illzach subit l’une des premières attaques de l’armée allemande contre les Français. Les troupes françaises feront leur entrée dans la ville le 17 novembre 1918.
La commune a été décorée le 2 novembre 1921 de la croix de guerre 1914-1918.
Illzach est libérée de l'occupation allemande le 20 janvier 1945 après un bombardement systématique. En effet, à l'automne 1944, les troupes allemandes chassées de Mulhouse et de Modenheim par les alliés s'étaient repliées sur Illzach qui constitua dès lors, pendant 2 mois une poche de résistance.
La commune a été décorée, le 11 novembre 1948, de la Croix de guerre 1939-1945 avec étoile d'argent.

### Héraldique
| Blason d'Illzach | Les armes d'Illzach se blasonnent ainsi : « D'azur au fer à cheval montant d'argent, les sept trous de clous ajourés du champ quatre à dextre, trois à sénestre. » Selon la légende, le forgeron d'Illzach aurait, un jour, oublié de percer le huitième trou, appelé hors de sa forge. Et la nouvelle se répandit qu'à Illzach, les fers à cheval n'ont que sept trous. |

## Politique et administration

### Rattachements administratifs et électoraux

#### Circonscriptions de rattachement
Illzach appartient à l'arrondissement de Mulhouse et au canton de Mulhouse-3 depuis le redécoupage cantonal de 2014. Avant cette date, la commune a successivement été rattachée aux cantons suivants : Habsheim (1801-1982) et Illzach (1982-2015).
Pour l'élection des députés, la commune fait partie de la sixième circonscription du Haut-Rhin, représentée depuis juin 2017 par Bruno Fuchs (MoDem-ENS). Auparavant, elle a successivement appartenu à la circonscription de Mulhouse-Campagne (1928-1940) et la 5e circonscription (1958-1986).

#### Intercommunalité
Depuis le 16 décembre 2009, date de sa création, la commune appartient à Mulhouse Alsace Agglomération (M2A) et en est la troisième ville en termes de population. Avant cela, Illzach n'appartenait à aucune intercommunalité.
Elle appartient en outre au Syndicat de communes de l'Île Napoléon (SCIN), un syndicat intercommunal à vocation multiple comptant huit communes et 57 906 habitants (populations légales 2020).
| Élections                  | Élections                     | Circonscription électorale    | Élu de la circonscription       | Élu de la circonscription | Élu de la circonscription | Élu de la circonscription |
| Niveau                     | Type                          | Circonscription électorale    | Titre                           | Nom                       | Début de mandat           | Fin de mandat             |
| -------------------------- | ----------------------------- | ----------------------------- | ------------------------------- | ------------------------- | ------------------------- | ------------------------- |
| Commune / Intercommunalité | Municipales et communautaires | Illzach                       | Maire                           | Jean-Luc Schildknecht     | 2020                      | 2026                      |
| Commune / Intercommunalité | Municipales et communautaires | Mulhouse Alsace Agglomération | Président de l'intercommunalité | Fabian Jordan             | 2020                      | 2026                      |
| Département                | Départementales               | Canton de Mulhouse-3          | Conseillère départementale      | Lara Million              | 2021                      | 2028                      |
| Département                | Départementales               | Canton de Mulhouse-3          | Conseiller départemental        | Jean-Luc Schildknecht     | 2021                      | 2028                      |
| Région                     | Régionales                    | Région Grand Est              | Président du conseil régional   | Franck Leroy              | 2021                      | 2028                      |
| Pays                       | Législatives                  | Sixième circonscription       | Député                          | Bruno Fuchs               | 2024                      | 2027                      |

#### Institutions judiciaires
Sur le plan des institutions judiciaires, la commune relève du tribunal judiciaire, du tribunal pour enfants, du conseil de prud’hommes et de la chambre commerciale de Mulhouse, de la cour d’appel de Colmar, du tribunal administratif de Strasbourg et de la cour administrative d'appel de Nancy.

### Administration municipale
Le nombre d'habitants au dernier recensement étant compris entre 10 000 et 19 999, le nombre de membres du conseil municipal est de 33.

### Liste des maires

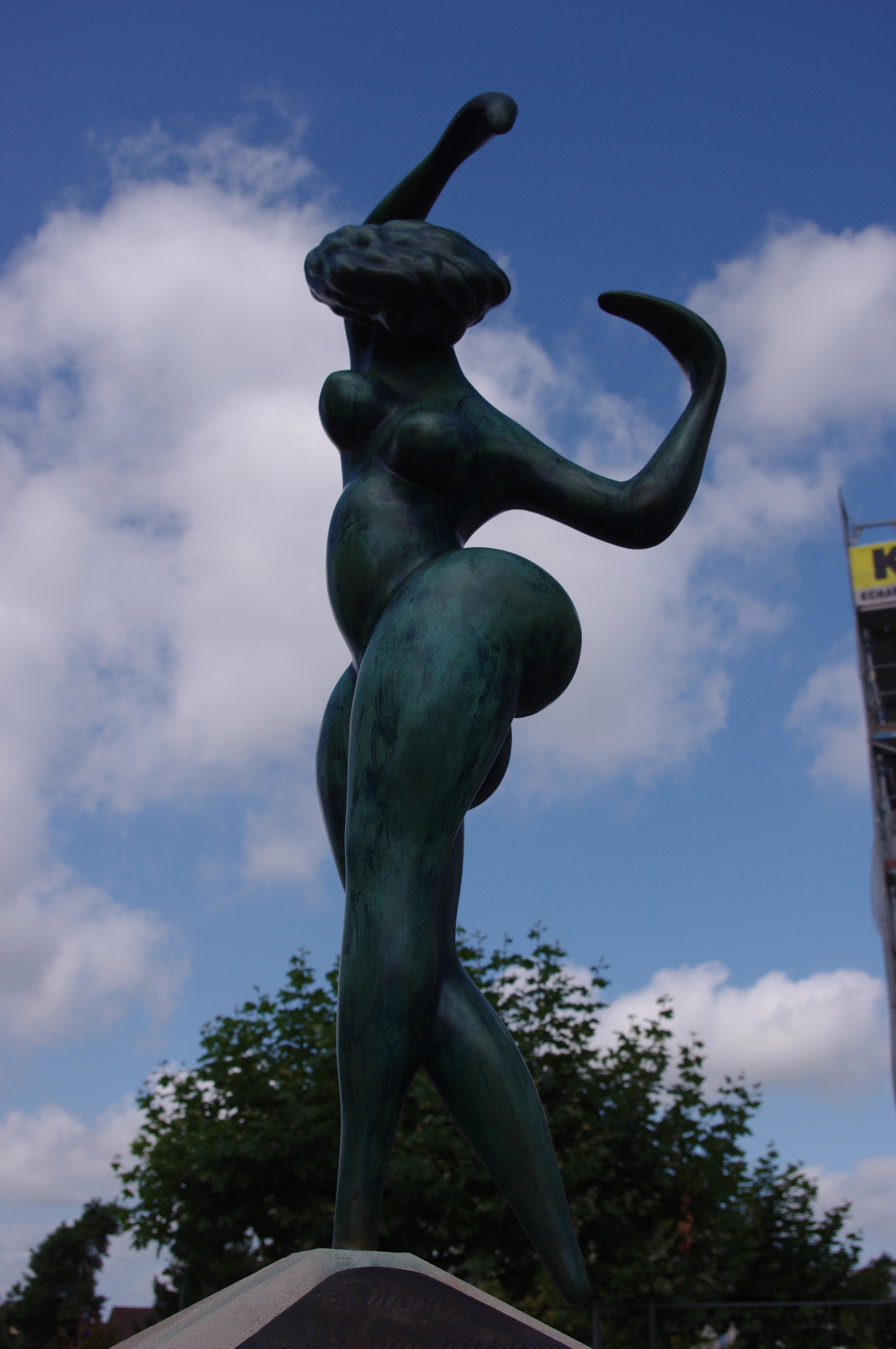
Sculpture en bronze située face à l'hôtel de ville représentant la muse Thalie.

### Tendances politiques et résultats

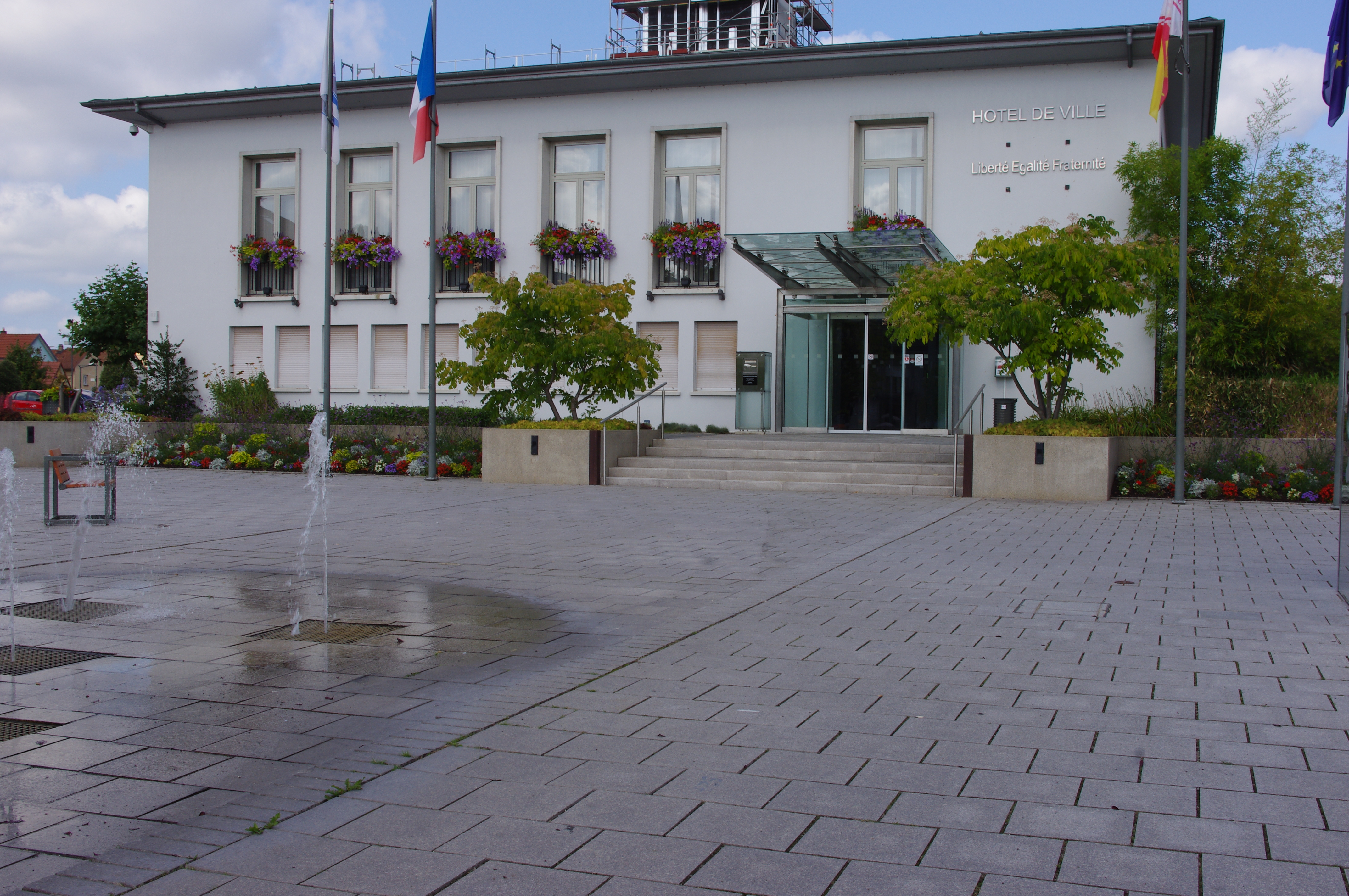
L'hôtel de ville.

#### Élection municipale de 2020
| Tête de liste | Tête de liste         | Suffrages | Pourcentage | CM | CC |
| ------------- | --------------------- | --------- | ----------- | -- | -- |
|               | Jean-Luc Schildknecht | 1 307     | 100,00 %    | 33 | 5  |

Seul candidat à sa réélection, Jean-Luc Schildknecht avec sa liste « Une ambition, un projet pour notre ville », obtient les 33 sièges à pourvoir avec un taux de participation de 16,19 %.

#### Élection municipale de 2014
| Tête de liste | Tête de liste         | Suffrages | Pourcentage | CM | CC |
| ------------- | --------------------- | --------- | ----------- | -- | -- |
|               | Jean-Luc Schildknecht | 3 072     | 67,05 %     | 28 | 4  |
|               | Freddy Ciolek         | 1 509     | 32,94 %     | 5  | 0  |

Adjoint de Daniel Eckenspieller depuis 1995, Jean-Luc Schildknecht est tête de liste de la majorité municipale sortante et fait face à Freddy Ciolek pour le Front national. La liste Schildknecht intitulée « Une dynamique renouvelée » obtient 67,05 % des suffrages et 28 sièges au conseil municipal contre 32,94 % et 5 sièges pour la liste Ciolek « Illzach en bleu Marine ».

### Finances locales
En 2015, les finances communales était constituées ainsi :
- total des produits de fonctionnement : 16 724 102 €, soit 1 106 € par habitant ;
- total des charges de fonctionnement : 13 821 696 €, soit 914 € par habitant ;
- total des ressources d’investissement : 3 723 724 €, soit 246 € par habitant ;
- total des emplois d’investissement : 3 446 713 €, soit 228 € par habitant ;
- endettement : 11 923 761 €, soit 797 € par habitant.

Avec les taux de fiscalité suivants :
- taxe d'habitation : 14,00 % ;
- taxe foncière sur le bâti : 14,35 % ;
- taxe foncière sur les propriétés non bâties : 51,24 % ;
- taxe additionnelle à la taxe foncière sur les propriétés non bâties : 0,00 % ;
- cotisation foncière des entreprises : 0,00 %.

## Démographie
L'évolution du nombre d'habitants est connue à travers les recensements de la population effectués dans la commune depuis 1800. Pour les communes de plus de 10 000 habitants les recensements ont lieu chaque année à la suite d'une enquête par sondage auprès d'un échantillon d'adresses représentant 8 % de leurs logements, contrairement aux autres communes qui ont un recensement réel tous les cinq ans,.

En 2022, la commune comptait 15 115 habitants, en évolution de +3,92 % par rapport à 2016 (Haut-Rhin : +0,66 %, France hors Mayotte : +2,11 %).
| 1800 | 1806 | 1821  | 1831  | 1836  | 1841  | 1846  | 1851  | 1856  |
| ---- | ---- | ----- | ----- | ----- | ----- | ----- | ----- | ----- |
| 948  | 888  | 1 178 | 1 195 | 1 541 | 1 555 | 1 669 | 1 401 | 1 508 |

| 1861  | 1866  | 1871  | 1875  | 1880  | 1885  | 1890  | 1895  | 1900  |
| ----- | ----- | ----- | ----- | ----- | ----- | ----- | ----- | ----- |
| 1 663 | 1 725 | 1 760 | 1 857 | 1 918 | 1 969 | 2 120 | 2 163 | 2 753 |

| 1905  | 1910  | 1921  | 1926  | 1931  | 1936  | 1946  | 1954  | 1962  |
| ----- | ----- | ----- | ----- | ----- | ----- | ----- | ----- | ----- |
| 2 906 | 3 566 | 3 033 | 4 725 | 3 255 | 3 791 | 3 205 | 3 840 | 6 688 |

| 1968   | 1975   | 1982   | 1990   | 1999   | 2006   | 2011   | 2016   | 2021   |
| ------ | ------ | ------ | ------ | ------ | ------ | ------ | ------ | ------ |
| 10 575 | 14 988 | 15 396 | 15 485 | 14 947 | 15 015 | 14 679 | 14 545 | 14 829 |

| 2022   | - | - | - | - | - | - | - | - |
| ------ | - | - | - | - | - | - | - | - |
| 15 115 | - | - | - | - | - | - | - | - |

## Enseignement
La commune d'Illzach dispose de deux collèges publics d'enseignement secondaire, le collège Anne-Frank et le collège Jules-Verne. Le lycée Ettore-Bugatti forme les jeunes aux métiers de l'automobile.

Collège Jules-Verne à Illzach
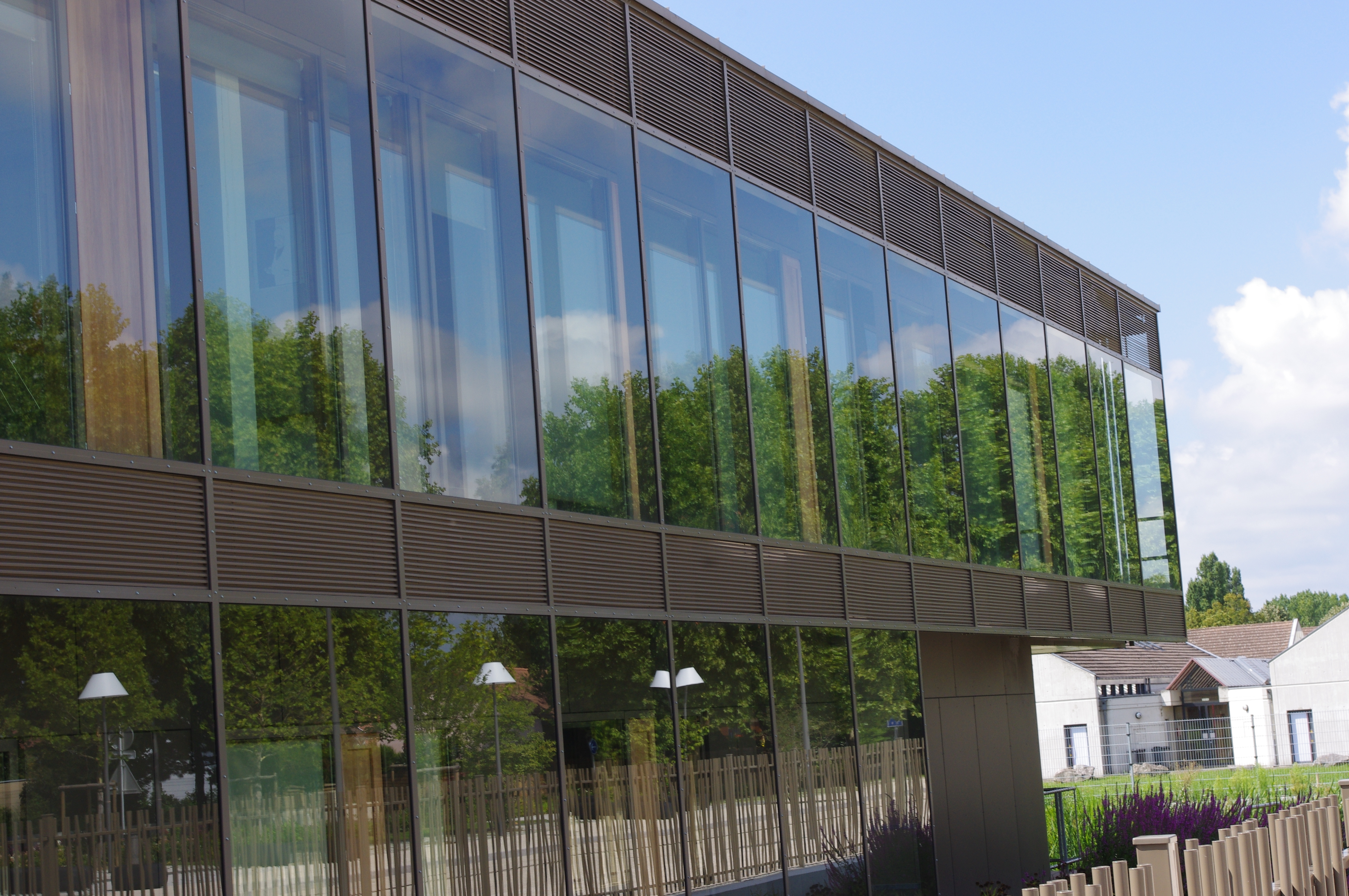
Le bâtiment, façade moderne en verre.
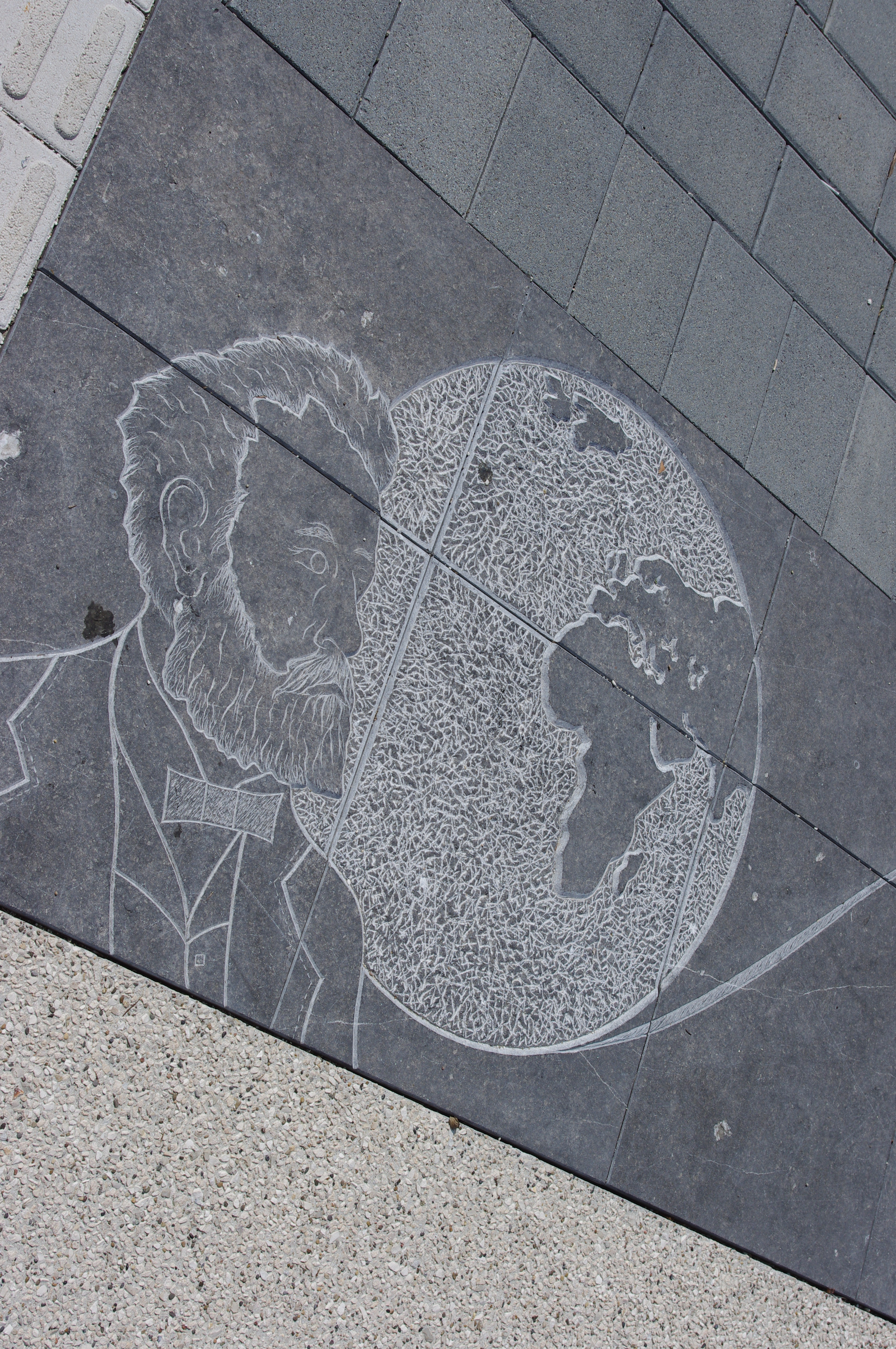
Parvis gravé du collège (en arrière-plan, une allégorie du Tour du monde en 80 jours).

Illzach compte également 2 structures multi-accueil réservées à la petite enfance, 8 écoles maternelles, 7 écoles primaires et 3 instituts spécialisés (médico-éducatifs).

## Culture

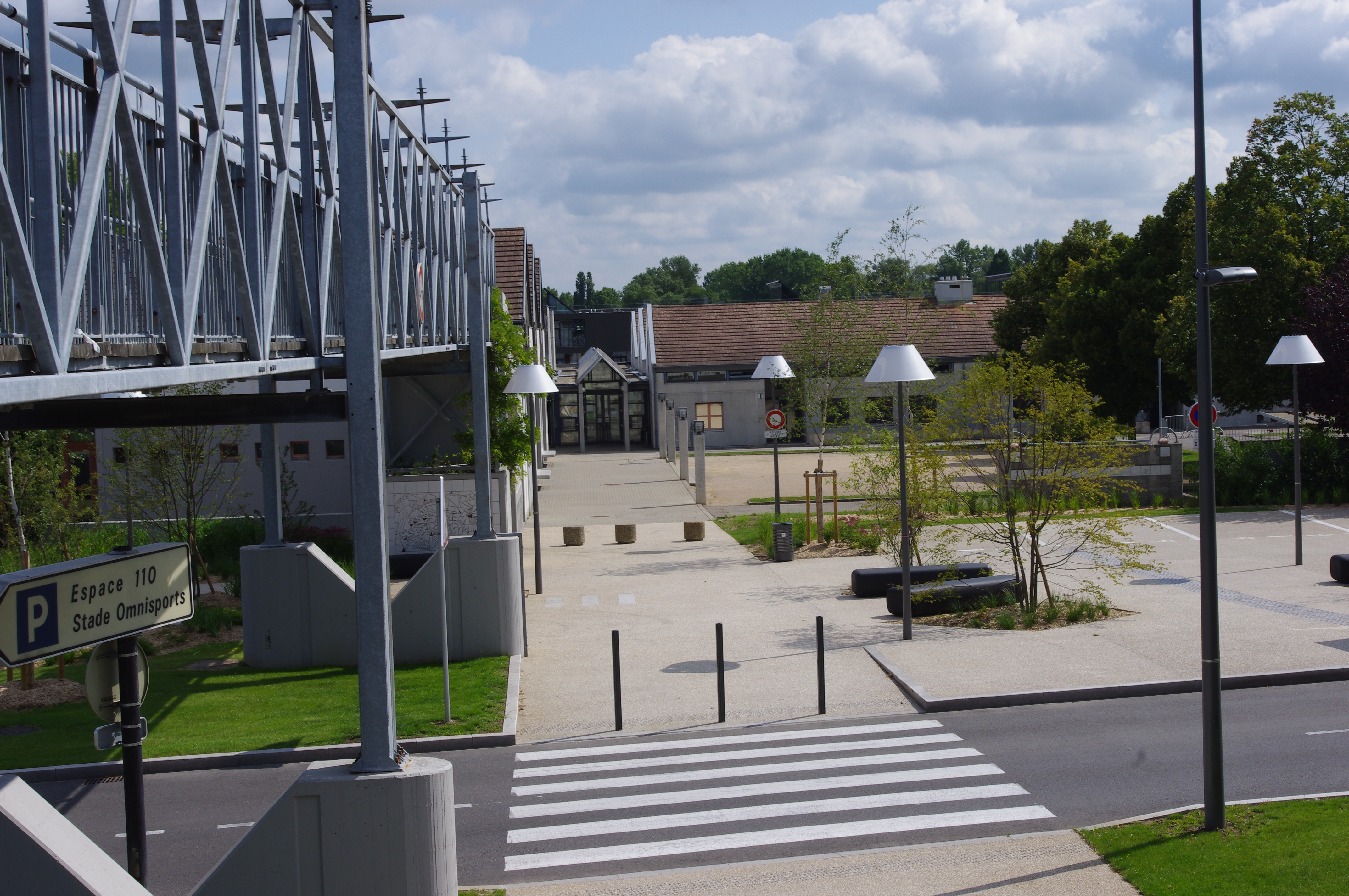
Espace 110 à Illzach.

L'Espace 110 - Centre culturel d'Illzach est un important pôle culturel pour la commune dont l'influence s'étend à toute l'agglomération mulhousienne. Outre une bibliothèque, la structure accueille des activités culturelles, artistiques ou sportives, mais aussi des expositions, des spectacles et des concerts. Chaque mois de novembre, durant un weekend, ce site draine plusieurs milliers d'amateurs du 9e art, à l'occasion du festival « Bédéciné », créé en 1984. En 2016, l'Espace 110 a rejoint le réseau de promotion du spectacle vivant Quint'Est et devient un lieu de création régulier pour les compagnies de théâtre régionales à côté des scènes nationales et conventionnées.

## Économie
Sur le territoire de la commune, se trouve le port de l'Île Napoléon géré par la Chambre de commerce et d'industrie Sud Alsace Mulhouse, ainsi qu'un grand centre commercial, le Centre commercial Ile Napoléon, de plus de 30 000 m2.

## Lieux et monuments
- Plusieurs monuments religieux  peuvent être cités : 
  - l'église catholique Saint-Jean-Baptiste (rue de l'église) (XXe siècle)[47], et son orgue de Richard Dott[48],[49],
  - le temple protestant (rue de Mulhouse) a été construit en 1695-96, à proximité d'une ancienne église protestante devenue trop petite[50]. Il a été rénové à plusieurs reprises, en 1788[50], en 1886[51]  puis en 1994[50] où le toit, les vitraux, le clocher et la façade ont été restaurés. Parmi les éléments remarquables de ce bâtiment, on peut noter la dalle funéraire d'Amélie von Diessbach de 1671[52], la cloche de 1707[53],[54] et son orgue restauré en 2005[55],[50].
  - l'église Saint-Bernard (rue de Rixheim).
  - la chapelle du Bon-Pasteur (rue Victor Hugo).
  - l'église evangélique Charismatique Agapé (64 rue de Mulhouse).
  - l'église Néo apostolique (rue Kielmann)
- Monument aux morts[56],[57].
- Derrière l'hôtel de ville, on trouve le square archéologique qui présente les fondations de bâtiments d'époque gallo-romaine et médiévale[58],[59],[60].
- L'espace liberté est un grand parc urbain situé entre la Doller et l'autoroute A35, où les Illzachois viennent se détendre le week-end.
- La place de l'Hôtel de ville est ornée de jets d'eau et de sculptures modernes dont une sculpture en bronze représentant la muse Thalie (XXe siècle).

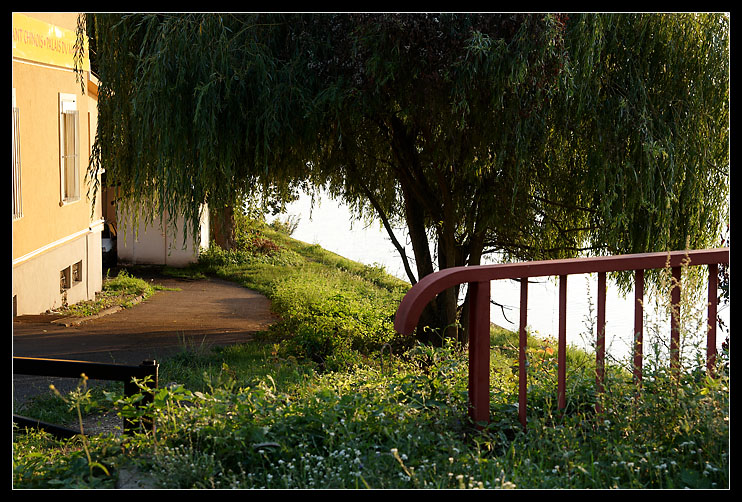
Vue sur le Canal du Rhône au Rhin depuis une berge à Illzach.

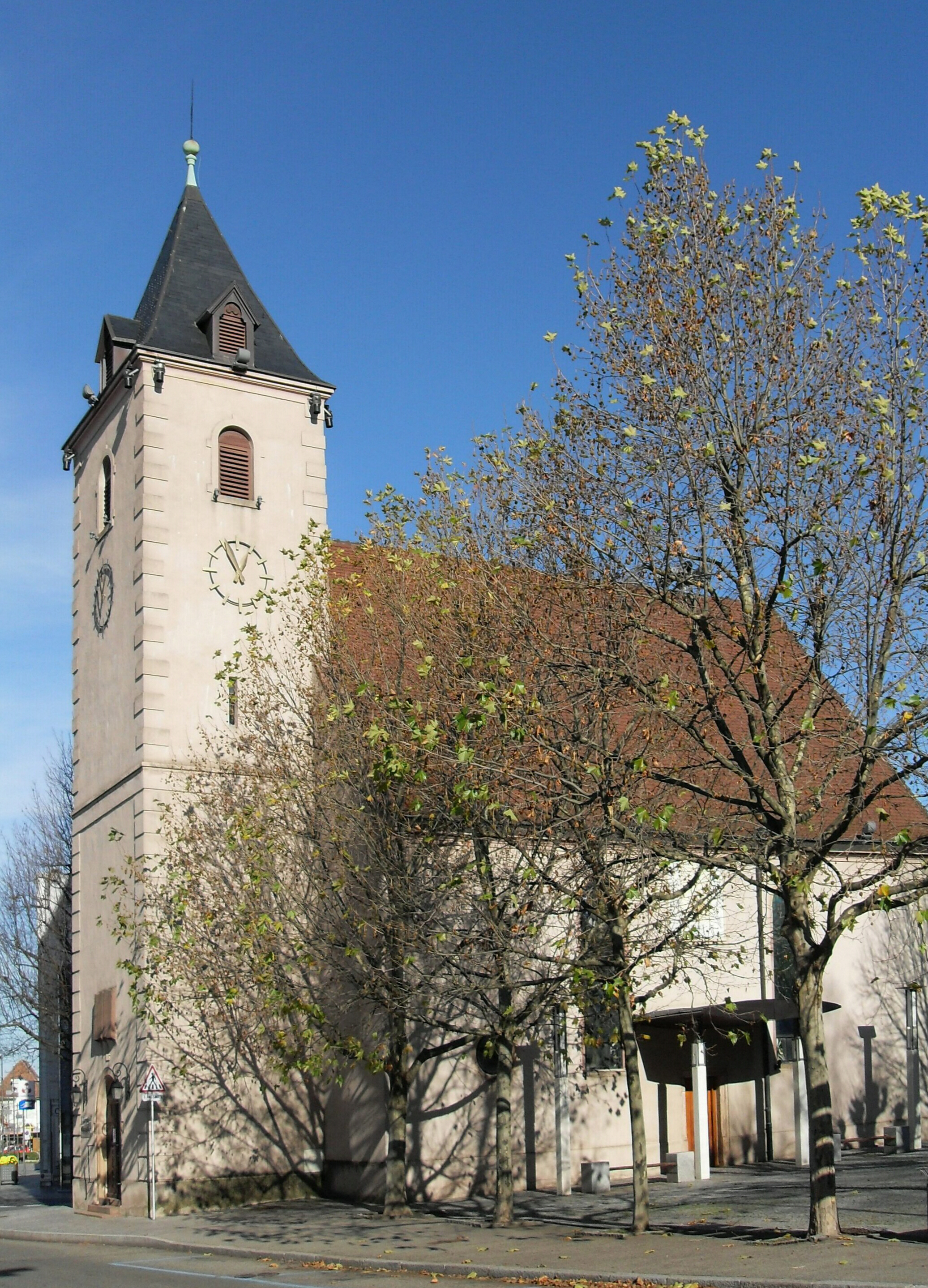
Eglise protestante.

- Le moulin à farine[61],[62].

## Personnalités liées à la commune
- Jean-Désiré Ringel d'Illzach (1847-1916), sculpteur et graveur, né à Illzach.
- Daniel Eckenspieller (1931- 2023), homme politique français. Maire d'Illzach (1983-2014) et sénateur du Haut-Rhin (1995-2004)

## Contes et légendes
Dans la tradition orale locale, 's doggala est une sorte de vampire qui trouble le sommeil des enfants en s'installant au milieu de la nuit sur leur poitrine et en faisant mine de les étouffer. Il est apparenté au Toggele de Leymen, au Doggele d'Altkirch ou aux Dockelé du Florival, génies domestiques auxquels on attribue l'asthme nocturne. Le Quatelbach serait quant à lui habité par un esprit frappeur, le « Tucherle », qui asperge ceux qui se risquent trop près du ruisseau.
La légende raconte que trois Illzachois sortant d'un restaurant de la commune et qui avaient trop bu se décidèrent à aller pêcher la lune dans l'Ill, à l'aide d'un parapluie. Ceux-ci ne passèrent pas inaperçus et les Illzachois furent surnommés les « pêcheurs de lune ».